# Naebuk-myeon
Naebuk-myeon (koreanska: 내북면) är en socken i kommunen Boeun-gun i provinsen Norra Chungcheong i den centrala delen av Sydkorea, 130 km sydost om huvudstaden Seoul.